# Assunpink
Assunpink, /= “at the stone stream” ili “rocky place that is watery”, od Assan, "stone", pe, "water" i ink, "place." / jedno od brojnih malenih plemena Delaware Indijanaca iz grupe Unami čije se stanište nalazilo na Stony Creeku kod Trentona u New Jerseyu. Bili su poznati i kao Stony Creek Indijanci.

## Vanjske poveznoce
- Delaware History  Arhivirana inačica izvorne stranice od 26. siječnja 2021. (Wayback Machine)